# Zachobiella pallida
Zachobiella pallida is een insect uit de familie van de bruine gaasvliegen (Hemerobiidae), die tot de orde netvleugeligen (Neuroptera) behoort. 
Zachobiella pallida is voor het eerst wetenschappelijk beschreven door Banks in 1939.